# Saurauia sakoembangensis
Saurauia sakoembangensis är en tvåhjärtbladig växtart som beskrevs av Pieter Willem Korthals. Saurauia sakoembangensis ingår i släktet Saurauia och familjen Actinidiaceae. Inga underarter finns listade i Catalogue of Life.